# SimScale
SimScale（シムスケール）はクラウド型シミュレーション（CAE）ツール。開発元はドイツのSimScale GmbH。構造力学、流体力学、熱力学などのシミュレーション設定を Web GUIを通してユーザへ提供する。
数値解析のソルバーは、オープンソースソフトウェアを使用：
- 有限要素法（FEA）: Code_Aster
- 数値流体力学（CFD）: OpenFOAM

クラウドであるため、OSに関係なくブラウザから利用できる。